# تشات باريك جهان أباد (دشت روم)
تشات باریك جهان أباد (بالفارسية: چات باریک جهان‌آباد) هي قرية تقع في إيران في قسم دشت روم الريفي. يقدر عدد سكانها بـ 478 نسمة بحسب إحصاء 2016.